# Karen Huffstodt
Karen Huffstodt, née le 31 décembre 1954, est une soprano américaine qui s'est produite sur les plus grandes scènes internationales, notamment dans des rôles de Richard Wagner ou de Richard Strauss.

## Biographie
Karen Huffstodt naît le 31 décembre 1954 à Peru dans l'Illinois.
Après des études aux États-Unis, elle fait ses débuts au Houston Grand Opera, avant de se produire au New York City Opera dans La Veuve joyeuse, La Rondine ou Così fan tutte, et à Chicago dans Martha.
En Europe, elle tient les rôles mozartiens de Constance, Donna Anna ou la Comtesse, au Staatsoper de Vienne, à Munich, à Paris ainsi qu'à Zurich avec Nikolaus Harnoncourt.
En 1987, Karen Huffstodt aborde Verdi, à Sydney, avec le rôle d'Amelia dans I Masnadieri. Elle chante ensuite La Traviata au Met en 1989, Odabella à Covent Garden, Tosca à Anvers et Salomé à Bruxelles, en 1992.
Elle fait ses débuts à La Scala en 1993, dans La Vestale.
En France, elle chante à Toulouse (Thaïs), à l'Opéra-Comique (Thaïs, en 1988, Ariadne, en 1993), à Lyon (Salomé en 1990, Turandot de Busoni en 1992), à Bercy (Marguerite), à l'Opéra-Bastille (Chrysothémis en 1992, Salomé en 1994), à Aix-en-Provence (Euryanthe en 1993).
En 1997, elle aborde Léonore (Fidelio) et l'Impératrice (La Femme sans ombre), puis, l'année suivante, est Isolde à Monaco, Elisabeth (Tannhäuser) à Palerme et tient le rôle-titre de Lady Macbeth de Mzensk à Florence.
En 1999, Karen Huffstodt chante Brünnhilde dans La Walkyrie, au théâtre du Capitole de Toulouse, et l'année suivante au Grand Théâtre de Genève.
Dans son pays natal, elle joue Elektra au festival de Santa Fe et a participé en 1986 à la création de Goya, de Gian Carlo Menotti, au Kennedy Center de Washington.